# گابریله اوتینگن
گابریله اوتینگن (به انگلیسی: Gabriele Oettingen) روانشناس آلمانی است. او استاد روانشناسی در دانشگاه نیویورک و دانشگاه هامبورگ است. تحقیقات او بر این است که مردم چگونه در مورد آینده فکر می‌کنند و این که چگونه بر شناخت، احساسات و رفتار تأثیر می‌گذارد.

## کتاب مثبت فکر نکنید
اوتینگن در این کتاب، خوش‌بینی را در حیطه‌های مختلف زندگی شخصی و همچنین در روابط گسترده‌تر اجتماعی بررسی کرده و می‌گوید که خوش‌بینی، بر خلاف تصور رایج، ما را دچار انفعال می‌کند و احتمال رسیدن به موفقیت را پایین می‌آورد. او روش چهارمرحله‌ای «مقابلهٔ ذهنی» را پیشنهاد می‌کند و نشان می‌دهد که چطور می‌توان از این روش در سه حیطهٔ سلامت فردی، روابط دوستی، و مدرسه و محیط کار استفاده کرد.